# Slatiny
Slatiny – gmina w Czechach, w powiecie Jiczyn, w kraju hradeckim. Według danych z dnia 1 stycznia 2014 liczyła 528 mieszkańców.
Jedną ze wsi w gminie jest Milíčeves, znajdujący się około 2 km na północny wschód od Slatin. W 2009 roku zarejestrowano tu 83 adresy, a w 2001 roku na stałe mieszkało tu 224 mieszkańców. Pierwsza pisemna wzmianka o wsi pochodzi z 1325 roku. W latach 1850-1960 Milíčeves (Używano także nazw Miličoves i Miličeves) było samodzielną gminą. Od 1 lipca 1960 zostało włączone w skład gminy Slatiny. Na tutejszym zamku urodził się Michael Robert hrabia Althann, polityk i właściciel ziemski, m.in. majątku Mittelwalde (dzisiejsze Międzylesie). 